# NGC 5778
NGC 5778 (również PGC 53279 lub UGC 9590, prawdopodobnie także NGC 5825) – galaktyka eliptyczna (E), znajdująca się w gwiazdozbiorze Wolarza. Jest najjaśniejszą galaktyką w gromadzie galaktyk Abell 1991.
Odkrył ją 20 czerwca 1886 roku Lewis A. Swift. Tej samej nocy w tym rejonie nieba odnotował też drugi obiekt w odległości 7 minut i 40 sekund w rektascensji, lecz w pozycji tej nic takiego nie ma i prawdopodobnie obserwował wtedy galaktykę po raz drugi, lecz błędnie określił jej pozycję i skatalogował ją ponownie. John Dreyer skatalogował obie obserwacje Swifta jako NGC 5778 i NGC 5825.